# Марянув (гміна Новий Кавенчин)
Марянув (пол. Marianów) — село в Польщі, у гміні Новий Кавенчин Скерневицького повіту Лодзинського воєводства.
Населення — 80 осіб (2011).
У 1975-1998 роках село належало до Скерневицького воєводства.

## Демографія
Демографічна структура станом на 31 березня 2011 року:
|          | Загалом | Допрацездатний вік | Працездатний вік | Постпрацездатний вік |
| -------- | ------- | ------------------ | ---------------- | -------------------- |
| Чоловіки | 39      | 5                  | 27               | 7                    |
| Жінки    | 41      | 11                 | 18               | 12                   |
| Разом    | 80      | 16                 | 45               | 19                   |